# Lijst van universiteiten
Dit is een lijst van universiteiten.

## Naar werelddeel
- Lijst van universiteiten in Afrika
- Lijst van universiteiten in Azië
- Lijst van universiteiten in Zuid-Amerika
- Lijst van universiteiten in Noord- en Midden-Amerika
- Lijst van universiteiten in Europa
- Lijst van universiteiten in Oceanië

## Anders
- Lijst van middeleeuwse universiteiten
- Lijst van voormalige universiteiten